# Erik Hägglund (fotograf)

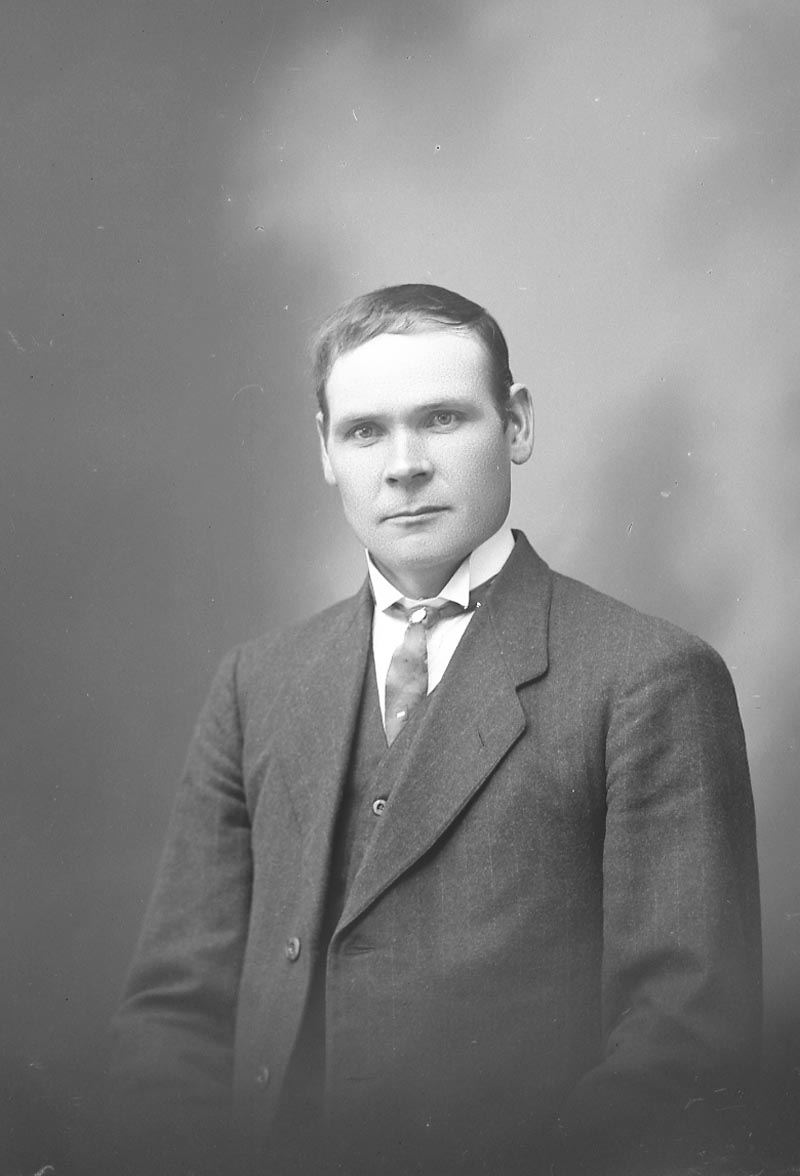
Erik Hägglund 1919. SLS arkiv, ÖTA 135 (SLS 865) Erik Hägglunds fotosamling.

Erik Hägglund, född 1884 i Vörå i Österbotten, död 1962, var en finländsk ateljé- och bygdefotograf.
Erik Hägglund dokumenterade livet främst i Vörå men också i grannkommunerna. Hägglunds bilder visar levnadsförhållanden på den österbottniska landsbygden från 1910 till 1960. Hans negativsamling som uppgår till uppskattningsvis 40 000 glasnegativ finns bevarad i Svenska litteratursällskapets arkiv i Vasa (SLS arkiv). Samlingen innehåller ateljéporträtt, bilder av landskap och bebyggelse, heminteriörer, bilder från livets och årets högtider och arbetsbilder. Hägglund fotograferade sina besökande kunder i ateljén, i deras hem och fotograferade livets högtider som dop, konfirmation, bröllop och begravningar. Hägglund samarbetade också med folklivsforskare och historiker som ville dokumentera och beskriva seder, bruk och lokalsamhället och många av hans bilder blev publicerade i artiklar och böcker. 
Bakgrunden till Erik Hägglunds fotografbana kan spåras till ungdomens säsongsarbete som målarlärling i Härnösand, där han lärde sig målningens grunder och särskilda tekniker som ådringsmålning, dekorationsmålning, skyltmålning och förgyllning. I samband med målararbetet i Sverige kom Hägglund också i kontakt med en fotografiateljé där det fanns målade fonder. Intresset för fotografyrket och ateljéarbetet föddes och växte med tiden. Hägglund sökte praktik hos fotografen Leonard Roine vid Atelier Wasa i Vasa och lärde sig grunderna i fotografyrket och ateljéarbetet där. 1909 återvände Hägglund till Vörå och återgick till arbete inom målnings- och snickerbranschen, men fast besluten att börja fotografera för förtjänst i hembyn. 1910 öppnade Hägglund sin första egna ateljé i en enkel byggnad i Rökiö by i Vörå. Den första kameran och övrig ateljéutrustning byggde han själv utgående från ett inhandlat objektiv. Fonden målade Hägglund också själv enligt modell från andra ateljéer. I den första ateljén fotograferade Hägglund endast dagtid med naturligt dagsljus eftersom ateljén saknade elektricitet. En ny ateljé byggde Hägglund 1912 i ett boningshus som han byggt centralt beläget vid landsvägen och nära kyrkan i Vörå och kom där att verka som fotograf i femtio år, med tiden tillsammans med sin hustru Anna-Erika och barnen som också arbetade i ateljén. Som fotograf rörde sig Hägglund också i ett stort område med kamera och stativ fastsurrade på cykel. Vid sidan om fotografyrket och ateljén arbetade Hägglund med finsnickeri och möbelmålning, skylttextning och dekorationsmålning, spegeltillverkning och förgyllning av ramar. 
Hägglunds fotomuseum i Vörå visar olika typer av kameror som förekommit under 1900-talet och Erik Hägglunds arbetsutrustning i sin helhet.